# Lekkoatletyka na Letnich Igrzyskach Olimpijskich 1948 – pchnięcie kulą kobiet
Pchnięcie kulą kobiet – zadebiutowało jako jedna z konkurencji lekkoatletycznych rozgrywanych podczas igrzysk olimpijskich w Londynie. Zawody odbyły się w dniu 4 sierpnia 1948 roku na stadionie Empire Stadium. Wystartowało 19 zawodniczek.

## Rekordy
Tabela uwzględnia rekordy uzyskane przed rozpoczęciem rywalizacji.
|               | Zawodniczka                  | Wynik   | Miejsce  | Data          |
| ------------- | ---------------------------- | ------- | -------- | ------------- |
| Rekord świata | III Rzesza Gisela Mauermayer | 14,38 m | Warszawa | 15 lipca 1934 |

## Terminarz
| Data            | Godzina |              |
| --------------- | ------- | ------------ |
| 4 sierpnia 1948 | 11:00   | Kwalifikacje |
| 4 sierpnia 1948 | 17:00   | Finały       |

## Wyniki
Do finału kwalifikowało się 12 zawodniczek z najlepszymi wynikami.Minimum kwalifikacyjne wynosiło 12,30 m

### Kwalifikacje
| Pozycja | Zawodniczka          | Kraj              | Wynik  | Uwagi |
| ------- | -------------------- | ----------------- | ------ | ----- |
| 1.      | Micheline Ostermeyer | Francja           | 13,14  |       |
| 2.      | Eivor Olson          | Szwecja           | 12,62  |       |
| 3.      | Bevis Reid           | Wielka Brytania   | 12,57  |       |
| 4.      | Amelia Piccinini     | Włochy            | b.d.   |       |
| 5.      | Ine Schäffer         | Austria           | b.d.   |       |
| 6.      | Paulette Veste       | Francja           | b.d.   |       |
| 7.      | Jaroslava Komárková  | Czechosłowacja    | b.d.   |       |
| 8.      | Anni Bruk            | Austria           | b.d.   |       |
| 9.      | Marija Radosavljević | Jugosławia        | b.d.   |       |
| 10.     | Ingeborg Mello       | Argentyna         | b.d.   |       |
| 11.     | Paulette Laurent     | Francja           | b.d.   |       |
| 12.     | Marianne Schläger    | Austria           | b.d.   |       |
| 13.     | Elizabeth Müller     | Brazylia          | 11,87  |       |
| 14      | Frances Kaszubski    | Stany Zjednoczone | 11,31  |       |
| 15.     | Ans Panhorst-Niesink | Holandia          | 11,18  |       |
| 16.     | Dorothy Dodson       | Stany Zjednoczone | 11,055 |       |
| 17.     | Elspeth Whyte        | Wielka Brytania   | 10,755 |       |
| 18.     | Liv Paulsen          | Norwegia          | 10,20  |       |
| 19.     | Margaret Birtwistle  | Wielka Brytania   | 9,74   |       |

### Finał
| Pozycja | Zawodniczka          | Kraj            | Wynik  | Uwagi |
| ------- | -------------------- | --------------- | ------ | ----- |
| 1.      | Micheline Ostermeyer | Francja         | 13,75  | OR    |
| 2.      | Amelia Piccinini     | Włochy          | 13,095 |       |
| 3.      | Ine Schäffer         | Austria         | 13,08  |       |
| 4.      | Paulette Veste       | Francja         | 12,985 |       |
| 5.      | Jaroslava Komárková  | Czechosłowacja  | 12,92  |       |
| 6.      | Anni Bruk            | Austria         | 12,50  |       |
| 7.      | Marija Radosavljević | Jugosławia      | 12,355 |       |
| 8.      | Bevis Reid           | Wielka Brytania | 12,17  |       |
| 9.      | Ingeborg Mello       | Argentyna       | 12,085 |       |
| 10.     | Paulette Laurent     | Francja         | 12,03  |       |
| 11.     | Eivor Olson          | Szwecja         | 11,84  |       |
| 12.     | Marianne Schläger    | Austria         | 11,775 |       |